# КК Роса Радом
КК Роса Радом (пољ. KS Rosa Radom) је пољски кошаркашки клуб из Радома. У сезони 2016/17. такмичи се у Првој лиги Пољске и у ФИБА Лиги шампиона.

## Историја
Клуб је основан 2003. године. Пласман у највиши ранг изборио је 2012. године, а најбољи резултат постигао је у сезони 2015/16. пласманом у финале. Једини трофеј у досадашњој историји клуба освојио је 2016. године у националном купу.

## Успеси

### Национални
- Првенство Пољске:
  - Вицепрвак (1): 2016.

- Куп Пољске:
  - Победник (1): 2016.
  - Финалиста (1): 2015.

## Познатији играчи
- Урош Мирковић
- Мајк Тејлор
- Тори Томас
- Кевин Пантер